# 산악 자치 소비에트 사회주의 공화국

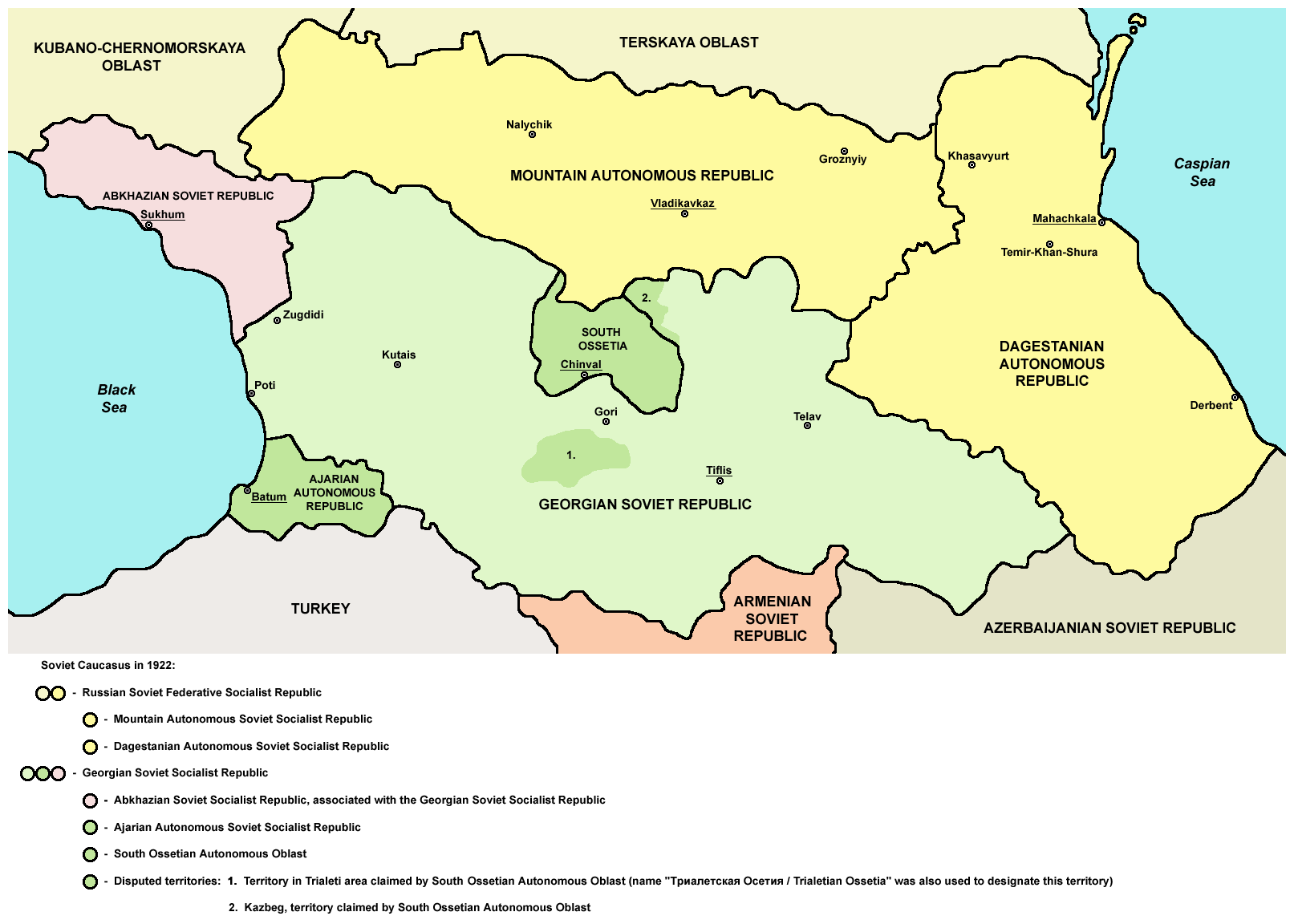

산악 자치 소비에트 사회주의 공화국(러시아어: Го́рская Автоно́мная Сове́тская Социалисти́ческая Респу́блика 고르스카야 아브토놈나야 소베트스카야 소치알리스티체스카야 레스푸블리카[*])은 북카프카스에 위치한 공화국이었다. 1921년 1월 20일 ~ 1924년 11월 7일까지 존재했다. 고르스카야 자치 소비에트 사회주의 공화국이라고도 부른다.
이 지역에서는 1917년 러시아 혁명 이후 토착 민족들에 의해 북캅카스 산악공화국이 선포되었으나, 러시아 내전 중 붉은 군대가 이를 진압하고 공화국을 소비에트 공화국 체제로 전환시켜 설치하였다. 이후 1921년 ~ 1922년에 카바르디노발카르 공화국, 카라차예보체르케스카야 공화국과 체첸 공화국이 분리되었고, 남은 지역도 1924년에 북오세티야 공화국과 인구시 공화국으로 개편되면서 사라졌다.
면적은 73 000 km², 인구는 786만 명(1921년)이다. 중심지는 블라디카프카스였다. 6개의 구역(체첸스키(Чеченский), 인구시스키(Ингушский), 오세틴스키(Осетинский), 카바르딘스키(Кабардинский), 발카르스키(Балкарский), 카라차예프스키(Карачаевский))로 구성되어 있었다.